# Motorino di avviamento

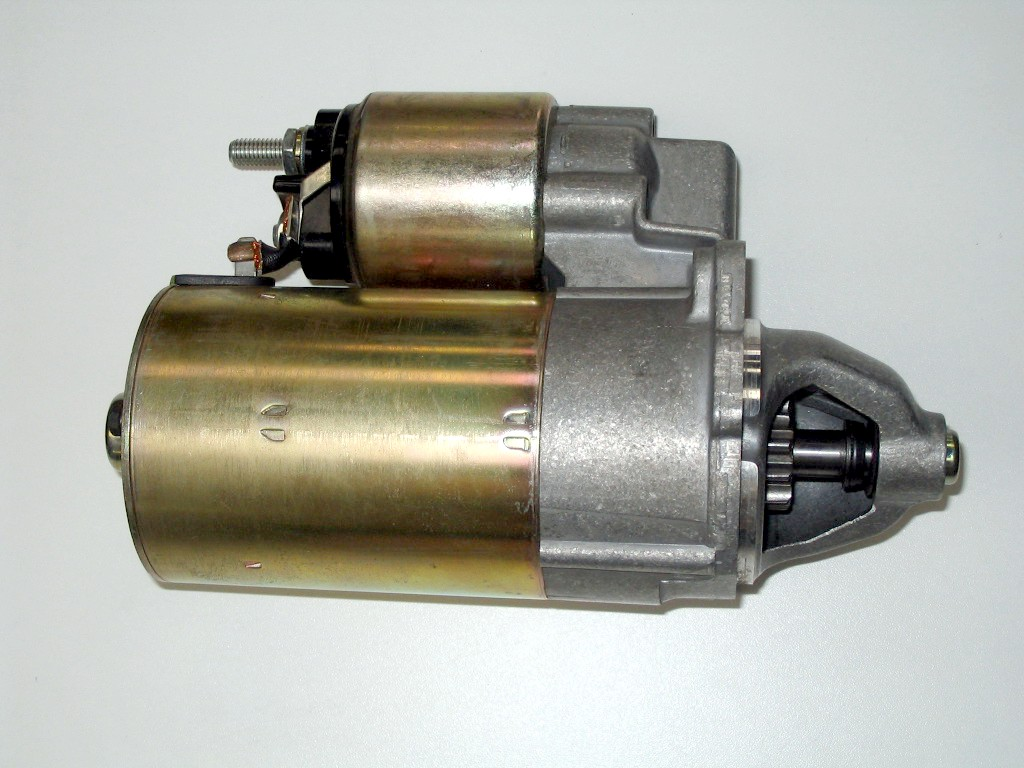
Motorino di avviamento di un motore endotermico

Il motorino di avviamento è un componente del motore a combustione interna, integrato nell'impianto di avviamento del motore stesso, che permette al motore di raggiungere un numero di giri sufficienti all'autosostentamento. Trasforma l'energia elettrica fornita dall'accumulatore in energia meccanica di rotazione.

## Struttura
I motorini di avviamento presenti in commercio sono generalmente costituiti dai seguenti gruppi:
1. motore elettrico;
2. elettromagnete;
3. gruppo di innesto;
4. riduttore epicicloidale.

## Funzionamento
Il motorino di avviamento permette la trasformazione dell'energia elettrica prelevata dalle batterie in energia meccanica utile per l'avviamento del motore a combustione interna. Nel momento in cui si decide di avviare il motore, agendo sulla chiave o sul pulsante di accensione, si invia un impulso elettrico all'elettromagnete.

### Motore elettrico
Il motore elettrico di un motorino di avviamento è generalmente un motore a corrente continua. Tra le varie tipologie, quello a eccitazione in serie risulta il più indicato per l'impiego in campo automobilistico. In questi tipi di motore le spire degli anelli dell'indotto sono collegate in serie con gli avvolgimenti di eccitazione. Tale accorgimento permette di sviluppare rapidamente una elevata coppia di avviamento, che diminuisce all'aumentare del numero di giri.

### Elettromagnete
L'elettromagnete viene usualmente indicato come relè d'innesto. Questo componente, montato sul motorino di avviamento, ha una duplice funzione:
1. agire sul dispositivo d'innesto per innestare il pignone nella corona dentata del volano, tramite leva a forcella;
2. chiudere il circuito d'avviamento tramite contatto a ponticello.

### Gruppo d'innesto
Il gruppo d'innesto comprende generalmente:
1. un pignone;
2. un giunto a ruota libera;
3. un dispositivo d'innesto.

L'innesto è caratterizzato da un elevato rapporto di trasmissione, con valori fino a 15:1. Questo permette di vincere le resistenze al trascinamento da parte dei componenti del motore a combustione interna, mantenendo dimensioni e peso del motorino entro limiti accettabili. La ruota libera ha il compito di trascinare il pignone in funzione del movimento dell'asse dell'indotto: nel momento in cui il motore a combustione interna ha raggiunto il numero di giri necessario, la ruota libera interrompe il collegamento, impedendo che l'asse dell'indotto raggiunga un numero eccessivamente elevato di giri. Ad avviamento avvenuto, la molla di richiamo comprime l'indotto contro un disco frenante di spallamento, per riportare l'indotto stesso allo stato di quiete.

## Varianti
Raramente utilizzato il motorino a cinghia, che funge anche da dinamo, data la reversibilità di un motore elettrico.